# لاريمنا (فثيوتيس)
لاريمنا (Λάρυμνα) هي مدينة في فثيوتيس في مقاطعة كينتريكي إلادا في اليونان.